# Koningslo
Koningslo (oude schrijfwijze: Koninckx-Loo) is een woonkern van de stad Vilvoorde en is gelegen binnen de Brusselse Ring R0. Koningslo grenst in het noordwesten aan de wijk Het Voor, in het westen aan Strombeek-Bever, in het zuidwesten aan de wijk Mutsaard, in het zuiden en oosten aan Neder-Over-Heembeek (Brussel) en is vergroeid met de Brusselse agglomeratie. Het ruimere gebied rond Koningslo telt naast de oorspronkelijke kern nog twee wijken: Het Voor (in het Frans: Beauval) dat in het noorden is gelegen en een aparte parochie vormt, en de Mutsaard in het zuiden dat samen met het gedeelte op het grondgebied van Laken eveneens een parochie vormt. Het Voor en Mutsaard zijn sterk verstedelijkt en ook deels verfranst. Afhankelijk van de definitie worden deze wijken ook tot Koningslo gerekend.

## Geografie
Koningslo ligt op het oostelijke einde van een heuvelrug die van het Laarbeekbos via Mutsaard tot Koningslo loopt. Het centrum van Koningslo ligt op een heuveltop met een hoogte van ongeveer 65 meter. Ten noorden van deze heuvel ligt de vallei van de Tangebeek; ten zuiden ervan de Zennevallei en Heembeek.

## Geschiedenis
Koningslo ontstond langs een oude weg, de zogeheten Schapenweg, die Asse via Strombeek met Vilvoorde verbond: de huidige Romeinsesteenweg en Koningslosteenweg. Bij Koningslo splitste een weg naar Laken af en kruiste een weg tussen Strombeek en Heembeek (Buurtweg 41/Strombeeksesteenweg-Buurtweg 5/Aardebergstraat). In de put bij deze kruising, even ten zuiden van Koningslo stond lange tijd een lindeboom. De eerste verharde weg in het gehucht werd aangelegd in de tweede helft van negentiende eeuw en volgde vanaf de De Wandstraat bij Mutsaard het tracé van de Romeinse steenweg en de Steenstraat tot de dorpskern van Koningslo. Tegen het einde van de negentiende eeuw waren ook de Romeinsesteenweg ten noorden van Koningslo en de Kwakkelstraat (naar de boerderij Kwakkelhuis) verhard.
Aan het einde van de jaren 1940 werd in het noorden van Koningslo een grote woonwijk ontwikkeld: Het Voor. De woonwijk kreeg een tramverbinding met Brussel via Strombeek en richtte zich voornamelijk op Brussel. Later vergroeide deze wijk met de kern rond Mutsaard, op de grens van de gemeentes Brussel, Grimbergen en Vilvoorde.
In 1944-1945 was er op de grens met Neder-Over-Heembeek, op de terreinen gelegen tussen het huidige Huis van de Toekomst en het Militair Hospitaal, een Brits krijgsgevangenenkamp waar Duitse soldaten geïnterneerd werden. Tot nu toe bestaat nog in de Bruynstraat (Neder-Over-Heembeek), in de voortuin van een huis, een leeuw (in steen) die aan de ingang van dit krijgsgevangenenkamp behoorde. Dichtbij, tot in 2018, was er een tweede nog zichtbaar, ook in de Bruynstraat, waar de ingang van het kamp was. Maar hij lijkt nu verdwenen te zijn.
Rond het einde van de 1950 werd in het centrum van Koningslo een grote industriële site ontwikkeld door Kodak. In dezelfde periode werd de Streekbaan verlengd vanaf de Steenstraat en werd de 'Indringingsweg' aangelegd: een brede baan, ontworpen als viervaksweg, die een grote Brusselse invalsweg moest vormen vanaf de Europabrug in Vilvoorde via de nog aan te leggen afrit 'Koningslo' van de Brusselse Grote Ring langs Koningslo naar Over-Heembeek en de Van Praetbrug. Het tracé van de Indringingsweg tussen Koningslo en Over-Heembeek werd nooit gerealiseerd en werd uiteindelijk in juli 2000 van het gewestplan verwijderd.
In 1978 werd er in Koningslo nabij het hoogste punt een watertoren gebouwd. In 1993 werd begonnen met de aanleg van het Huis van de Toekomst. In de jaren 1990 werd de verkaveling "De Pomp" gerealiseerd tussen de kerk en de watertoren van Koningslo.
Vanaf 2017 wordt de voormalige Kodak-site omgevormd tot een nieuwe woonwijk.

## Bezienswaardigheden
- De Sint-Aloysiuskerk
- De Sint-Jan Berchmanskerk, later gesloopt
- De watertoren
- Het Huis van de Toekomst

## Sport en vrije tijd
De woonkern heeft twee voetbalploegen: F.C. Koningslo en S.P. Tange.

## Geboren in Koningslo
- Willy Vanden Berghen (1939-2022), wielrenner (geboren in Koningslo)

## Bekende inwoners van Koningslo
- Jean-Luc Dehaene (1940-2014), eerste minister van België (1992-1999) en burgemeester van Vilvoorde (2001-2007)

## Nabijgelegen kernen
Vilvoorde, Grimbergen, Strombeek-Bever, Neder-Over-Heembeek
Deelgemeenten: Vilvoorde · Peutie

Overige dorpen en gehuchten: Houtem · Drie Fonteinen · Kassei · Koningslo · Mutsaard · Het Voor

Belgische gemeenten · Arrondissement Halle-Vilvoorde · Vlaams-Brabant · Vlaanderen